# Baltagiya

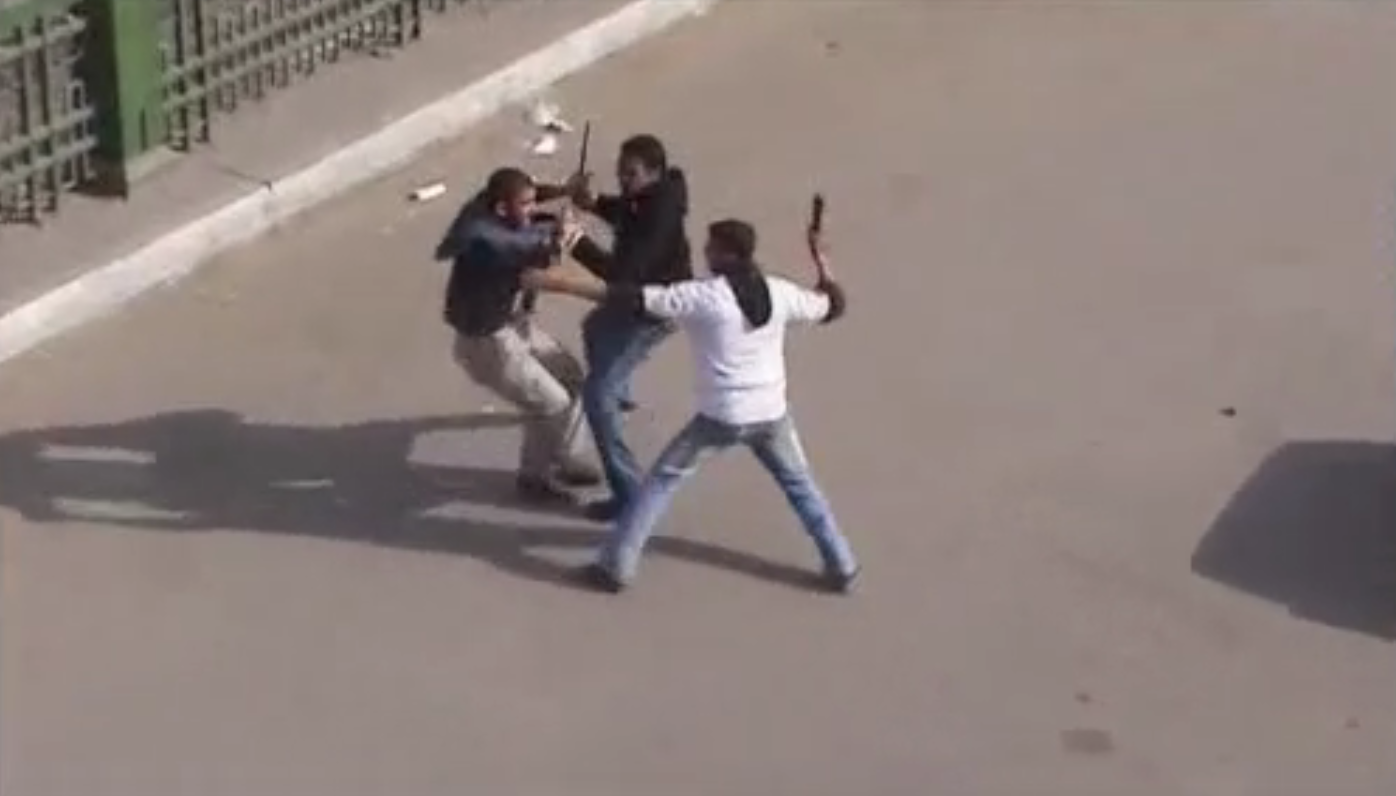
Politie in burger die een betoger in elkaar slaat

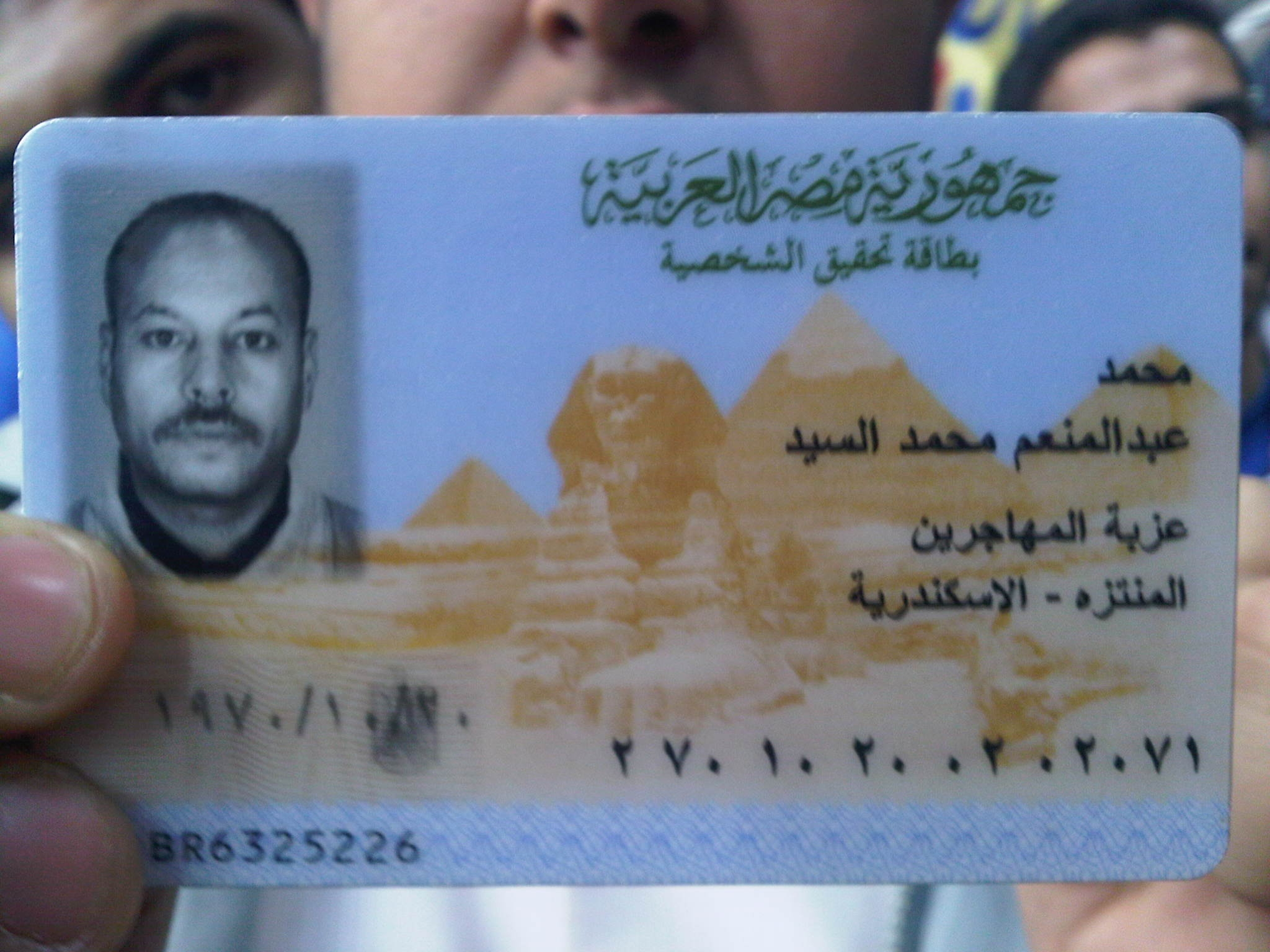
ID-kaart van een baltagiya-lid die werkzaam is voor de geheime dienst

Baltagiya of Baltajiya (Arabisch: البلطجية) zijn knokploegen in Egypte die tijdens de regering van Hosni Moebarak (tot 2011) werden ingezet, met als doel de oppositie te breken. Het woord komt van het Turkse baltaci dat "bijl-man" betekent en in het Arabisch intrede vond in de tijd van het Ottomaanse Rijk.
Baltagiya kwamen internationaal in beeld tijdens de Egyptische Revolutie van 2011, toen ze met kamelen het Tahrirplein opstormden en betogers aftuigden met onder meer knuppels, stokken en messen. Een ander wapen dat doelbewust wordt ingezet is het aanranden en verkrachten van vrouwelijke betogers. Baltagiya treden op in burger en konden ongestoord hun gang gaan zonder dat de politie ingreep. Verschillende malen is een lid geïdentificeerd als politie- of veiligheidsagent. Amnesty International maakte echter ook al voor 2011 melding van de baltagiya, toen deze tijdens de verkiezingen in 2005 en 2010 in actie kwamen om betogers, politici en verslaggevers in elkaar te slaan.
De oorsprong van de baltagiya ligt echter al in de jaren tachtig van de twintigste eeuw, toen straatbendes zelfbestuur veroverden in delen van Caïro. Er werd eerst van uitgegaan dat het islamisten zouden zijn, maar ze bleken verder geen ideologie aan te hangen. In de jaren negentig besloot het ministerie van binnenlandse zaken van de nood een deugd te maken en de bendes in te huren. Zowel het ministerie als de veiligheidsdienst trainde de baltagiya en besteedde martelpraktijken in de gevangenissen uit aan deze knokploegen.